# Кріс Коламбус
Крістофер Джозеф Коламбус (англ. Christopher Joseph Columbus; *10 вересня 1958) — американський кінорежисер, сценарист і продюсер.

## Біографія
Коламбус народився в Спенглері, штат Пенсільванія. З дитинства він захоплювався фільмами жахів і монстрами і мріяв у майбутньому зайнятися створенням коміксів. Але, навчаючись у вищій школі, він виявив у себе пристрасть до відеозйомок і вирішив направити свої зусилля на створення кар'єри в кінорежисурі. Він відправився до Нью-Йорку, де записався до Школи мистецтв Тиш, і почав знімати короткометражки і писати сценарії.
Незабаром Коламбус написав сценарій до «Гремлінів», яким всерйоз зацікавився Стівен Спілберг. У 1984 був знятий однойменний фільм, де Спілберг виступив виконавчим продюсером.
Режисерським дебютом Коламбуса стала середньобюджетних комедія 1987 року «Пригоди няні».
У 1990 році Коламбус випустив сімейну різдвяну комедію «Сам удома» з Маколеєм Калкіним у головній ролі. У світовому кінопрокаті фільм зібрав понад 500 мільйонів доларів, а на початку 1992 року зайняв третє місце в рейтингу найуспішніших фільмів усіх часів. У 1992 році їм було знято продовження фільму — «Сам удома 2: Загублений у Нью-Йорку». Починаючи з 1990-х років, обидва фільми традиційно демонструються щороку під час різдвяних і новорічних свят у багатьох країнах світу.
Наступні режисерські роботи Коламбуса включають в себе такі відомі фільми, як «Місіс Даутфайр» і «Двохсотрічна людина». Також він зняв дві частини Гаррі Поттера — «Гаррі Поттер і філософський камінь» (2001) і «Гаррі Поттер і таємна кімната» (2002).

## Особисте життя
Сьогодні Кріс Коламбус живе в Сан-Франциско, одружений, має чотирьох дітей.
Підтримав кандидата від демократів Гілларі Клінтон на президентських виборах у США в 2016 році.

## Фільмографія
| Рік  |     | Українська назва                                    | Оригінальна назва                                  | Роль                         |
| ---- | --- | --------------------------------------------------- | -------------------------------------------------- | ---------------------------- |
| 1984 | ф   | Безстрашний                                         | Reckless                                           | сценарист                    |
| 1984 | ф   | Гремліни                                            | Gremlins                                           | сценарист                    |
| 1985 | ф   | Бовдури                                             | The Goonies                                        | сценарист                    |
| 1985 | ф   | Молодий Шерлок Холмс                                | Young Sherlock Holmes                              | сценарист                    |
| 1986 | мс  | Школа космомагії                                    | Galaxy High School                                 | сценарист                    |
| 1987 | ф   | Пригоди няні                                        | Adventures in Babysitting                          | режисер                      |
| 1988 | ф   | Готель розбитих сердець                             | Heartbreak Hotel                                   | режисер, сценарист           |
| 1989 | мф  | Маленький Німо: Пригоди в країні снів               | Little Nemo: Adventures in Slumberland             | сценарист                    |
| 1990 | ф   | Гремліни 2                                          | Gremlins 2: The New Batch                          | сценарист                    |
| 1990 | ф   | Сам удома                                           | Home Alone                                         | режисер                      |
| 1991 | ф   | Зрозуміє тільки самотній                            | Only the Lonely                                    | режисер, сценарист           |
| 1992 | ф   | Сам удома 2: Загублений у Нью-Йорку                 | Home Alone 2: Lost in New York                     | режисер                      |
| 1993 | ф   | Місіс Даутфайр                                      | Mrs. Doubtfire                                     | режисер                      |
| 1995 | ф   | Дев'ять місяців                                     | Nine Months                                        | режисер, сценарист, продюсер |
| 1996 | ф   | Подарунок на Різдво                                 | Jingle All the Way                                 | продюсер                     |
| 1998 | ф   | Мачуха                                              | Stepmom                                            | режисер, продюсер            |
| 1999 | ф   | Двохсотлітня людина                                 | Bicentennial Man                                   | режисер, продюсер            |
| 2001 | ф   | Мавпяча кістка                                      | Monkeybone                                         | продюсер                     |
| 2001 | ф   | Гаррі Поттер і філософський камінь                  | Harry Potter and the Sorcerer's Stone              | режисер, продюсер            |
| 2002 | ф   | Гаррі Поттер і таємна кімната                       | Harry Potter and the Chamber of Secrets            | режисер, продюсер            |
| 2004 | ф   | Гаррі Поттер і в'язень Азкабану                     | Harry Potter and the Prisoner of Azkaban           | продюсер                     |
| 2004 | ф   | Різдво з невдахами                                  | Christmas with the Kranks                          | сценарист, продюсер          |
| 2005 | ф   | Богема                                              | Rent                                               | режисер, продюсер            |
| 2005 | док |                                                     | 3-D Rocks                                          | режисер, продюсер            |
| 2005 | ф   | Фантастична четвірка                                | Fantastic Four                                     | продюсер                     |
| 2006 | ф   | Ніч у музеї                                         | Night at the Museum                                | продюсер                     |
| 2007 | ф   | Фантастична Четвірка 2: Вторгнення Срібного серфера | 4: Rise of the Silver Surfer                       | продюсер                     |
| 2009 | ф   | Ніч у музеї 2                                       | Night at the Museum: Battle of the Smithsonian     | продюсер                     |
| 2009 | ф   | Ніч з Бет Купер                                     | I Love You, Beth Cooper                            | режисер, продюсер            |
| 2010 | ф   | Персі Джексон та Викрадач блискавок                 | Percy Jackson & the Olympians: The Lightning Thief | режисер, продюсер            |
| 2011 | кф  |                                                     | French Exchange                                    | продюсер                     |
| 2011 | ф   | Прислуга                                            | The Help                                           | продюсер                     |
| 2012 | тф  |                                                     | Applebaum                                          | режисер, продюсер            |
| 2012 | с   |                                                     | 3                                                  | продюсер                     |
| 2012 | ф   |                                                     | Scary Larry                                        | продюсер                     |
| 2013 | ф   | Персі Джексон: Море чудовиськ                       | Percy Jackson: Sea of Monsters                     | продюсер                     |
| 2014 | ф   | Це мав бути ти                                      | It Had To Be You                                   | продюсер                     |
| 2014 | ф   | Маленькі події                                      | Little Accidents                                   | продюсер                     |
| 2014 | ф   | Ніч у музеї: Секрет гробниці                        | Night at the Museum: Secret of the Tomb            | продюсер                     |
| 2015 | ф   | Відьма                                              | The Witch                                          | продюсер                     |
| 2015 | ф   | Середземномор'я                                     | Mediterranea                                       | продюсер                     |
| 2015 | ф   | Пікселі                                             | Pixels                                             | режисер, продюсер            |
| 2016 | ф   | Господь Христос: За межами Єгипту                   | Christ the Lord                                    | продюсер                     |
| 2020 | ф   | Різдвяні хроніки 2                                  | The Christmas Chronicles 2                         | режисер, продюсер            |
| 2024 | ф   | Носферату                                           | Nosferatu                                          | продюсер                     |
| 2025 | ф   | Клуб убивств по четвергах                           | The Thursday Murder Club                           | режисер, продюсер            |